# 마린트래픽
마린트래픽(MarineTraffic)은 항만 및 항만 내 선박의 이동 현황과 선박의 현재 위치에 대한 실시간 정보를 제공하는 해양 분석 제공업체이다. 선박에 대한 정보 데이터베이스에는 선박이 건조된 위치에 대한 세부 정보와 선박 크기, 총 톤수, 국제해사기구(IMO) 번호 등이 포함된다. 사용자는 다른 사용자가 평가할 수 있는 선박 사진을 제출할 수 있다.
기본 마린트래픽 서비스는 무료로 이용 가능하다. 위성 기반 추적과 같은 고급 기능은 유료로 사용할 수 있다.
이 사이트에는 월간 순 방문자가 600만 명에 달한다. 2015년 4월 기준 이 서비스에 등록된 사용자는 60만 명이다.

## 같이 보기
- 플라이트레이더24